# Шуламіт Кацнельсон
Шуламіт Кацнельсон (івр. שולמית כצנלסון; 17 серпня 1919, Женева, Швейцарія — 6 серпня 1999, Нетанья, Ізраїль) — новаторка ізраїльської педагогіки та засновниця ульпанів (студій вивчення івриту), яка прагнула об'єднати євреїв та арабів шляхом вивчення мови.

## Біографія
Шуламіт Кацнельсон народилася в Женеві, Швейцарія. Її мати Батшева Кацнельсон (уродженка міста Бар) згодом стала депутатомКнесету, а її дядько Залман Шазар — третім президентом Ізраїлю. Її батько, доктор Реувен Кацнельсон, також був добре відомий своїми дослідженнями в галузі охорони здоров'я та соціальної роботи. У 1921 році емігрувала з родиною до Палестини. Вона закінчила середню школу та учительський коледж в Єрусалимі та здобула ступінь магістра з соціальної роботи в Мічиганському університеті в Ен-Арбор.
У 1951 році вона заснувала ульпан Аківа, місцеву мовну школу в Нетаньї — один із перших трьох ульпанів в Ізраїлі. Вона майже 50 років керувала цією школою, де євреїв та арабів заохочували пізнавати один одного, говорити мовою один одного та дізнаватися про історію та культуру один одного. У багатьох учнів в школі склались дружні стосунки на все життя..
Шуламіт Кацнельсон померла від серцевого нападу в своєму будинку в Нетаньї 6 серпня 1999 року.

## Нагороди та визнання
У 1986 році за свої зусилля щодо поліпшення єврейсько-арабських відносин Кацнельсон отримала найвищу національну нагороду, Державну премію Ізраїлю. В 1983 році вона отримала премію спікера Кнесету та була номінована на Нобелівську премію миру в 1992 і 1993 роках.